# Kristijan Đurasek
Kristijan Đurasek (ur. 26 lipca 1987 w Varaždin) – chorwacki kolarz szosowy, zawodnik profesjonalnej grupy UAE Team Emirates. 

## Najważniejsze osiągnięcia
2007
- 1. miejsce w mistrzostwach Chorwacji (do lat 23, start wspólny)
- 2. miejsce w mistrzostwach Chorwacji (jazda ind. na czas)

2008
- 1. miejsce w mistrzostwach Chorwacji (do lat 23, start wspólny)
- 1. miejsce w mistrzostwach Chorwacji (do lat 23, jazda ind. na czas)
- 3. miejsce w mistrzostwach Chorwacji (start wspólny)

2009
- 1. miejsce w mistrzostwach Chorwacji (start wspólny)
- 1. miejsce w mistrzostwach Chorwacji (do lat 23, start wspólny)

2011
- 1. miejsce w mistrzostwach Chorwacji (start wspólny)
- 1. miejsce w mistrzostwach Chorwacji (jazda ind. na czas)
- 3. miejsce w Okolo Slovenska

2012
- 2. miejsce w mistrzostwach Chorwacji (start wspólny)
- 2. miejsce w mistrzostwach Chorwacji (jazda ind. na czas)
- 3. miejsce w GP Industria & Artigianato di Larciano

2013
- 1. miejsce w Tre Valli Varesine

2015
- 1. miejsce w Tour of Turkey
- 1. miejsce na 2. etapie Tour de Suisse

2017
- 1. miejsce na 2. etapie Tour of Croatia

## Starty w Wielkich Tourach
| Grand Tour | 2013 | 2014 | 2015 | 2016 |
| ---------- | ---- | ---- | ---- | ---- |
| Giro       | 68.  | -    | -    | -    |
| Tour       | -    | 46.  | 76.  | 51.  |
| Vuelta     | -    | -    | 63.  | 67.  |